# Prezidentské volby v Černé Hoře 2018
Prezidentské volby se v Černé Hoře uskutečnily v neděli 15. dubna 2018. Prezidentem byl zvolen Milo Đukanović.

## Volební systém
Prezident Černé Hory je volen prostřednictvím dvoukolového většinu nového systému, pokud žádný z kandidátů neobdrží v prvním kole jasnou většinu, tedy více než 50 % hlasů. Případné druhé kolo pak proběhne dva týdny po prvním. Podmínkou k prezidentské kandidatuře je podle Státní volební komise je získání minimálně 7 993 podpisů.

## Kampaň
Úřadující prezident Černé Hory Filip Vujanović byl podle ústavy nezpůsobilý znovu kandidovat, protože působil ve funkci prezidenta dvě volební období za sebou. Průzkumy favorizovaly předsedu vládní Demokratické strany socialistů Mila Đukanoviće. Ten sice nejprve odmítal veškeré spekulace o své případné kandidatuře, ale nakonec v březnu 2018 potvrdil, že má zájem usilovat o prezidentské křeslo. V kandidatuře jej podpořily jeho koaliční partner Liberální strana Černé Hory, jakož i další vládní subjekty: Sociální demokracie, Chorvatská občanská iniciativa, Nová demokratická síla, Albánská demokratická unie a Bosenská strana.
Po několika neúspěšných pokusech o vytvoření jednotného opozičního kandidáta se jich zrodilo několik. 9. března 2018 se rozhodlo předsednictvo opoziční Demokratické fronty podpořit kandidaturu nezávislého Mladena Bojaniće, kterého předtím navrhovala strana Demokratická Černá Hora a Sjednocená akce reformy. Předsednictvo Jednotné Černé Hory se rozhodlo podpořit zpočátku zamýšlenou kandidaturu lídra strany Gorana Daniloviće, ale nakonec společně se Sociální demokracií podpořilo kandidaturu poslankyně Draginije Vuksanovićové, první prezidentské kandidátky ženy. Veškeré požadavky zbývajících opozičních stran na podporu Bojaniće jako nezávislého kandidáta byly odmítnuty s odůvodněním, že jej nelze považovat jako politicky neutrálního, když jej Demokratická fronta podpořila v parlamentních volbách. 21. března Danilović zrušil svojí kandidaturu a podpořil Bojaniće.

## Kandidáti
Volební komise Černé Hory potvrdila sedm kandidátů.
| Pořadí | Kandidát               | Strana | Strana                         | Popis | Popis |
| ------ | ---------------------- | ------ | ------------------------------ | --- | ----- |
| 1.     | Marko Milačić          |        | Spravedlivá Černá Hora         | Novinář, předseda mimoparlamentní strany Spravedlivá Černá Hora |       |
| 2.     | Mladen Bojanić         |        | Nestraník                      | Nestraník, bývalý poslanec. Podporovaný Demokratickou frontou, Demokratickou Černou Horou, Socialistickou lidovou stranou, Sjednocenou stranou reformy a Jednotnou Černou Horou |       |
| 3.     | Hazbija Kalač          |        | Pravda a mír                   | Předseda mimoparlamentní strany Pravda a mír |       |
| 4.     | Vasilije Miličković    |        | Nestraník                      | Podnikatel, nestraník, podporovaný mimoparlamentní stranou Práva seniorů |       |
| 5.     | Dobrilo Dedeić         |        | Srbský list                    | Předseda mimoparlamentní strany Srbský list |       |
| 6.     | Draginja Vuksanovićová |        | Sociální demokracie            | Profesorka práv, poslankyně podporovaná stranou DEMOS |       |
| 7.     | Milo Đukanović         |        | Demokratická strana socialistů | Bývalý prezident a premiér Černé Hory. Předseda Demokratické strany socialistů.                                                                                                 |       |